# Des épaules solides
Pour plus de détails, voir Fiche technique et Distribution.
Des épaules solides est un téléfilm français réalisé par Ursula Meier et diffusé en 2003. Œuvre commanditée par la chaîne culturelle Arte France, il fait partie de la collection « Masculin/Féminin » regroupant les films de dix réalisateurs.

## Fiche technique
- Titre : Des épaules solides
- Réalisation : Ursula Meier
- Scénario : Ursula Meier et Frédéric Videau
- Photographie : Nicolas Guicheteau
- Décors : Monika Bregger
- Costumes : Sylvie Gabrielle Marton
- Montage : Susana Rossberg
- Musique originale : Alex Attias
- Producteurs : Denis Delcampe, Jean-Pierre Guérin, Pierre-André Thiébaud
- Sociétés de production : GMT Productions, Need Productions, Télévision suisse romande (TSR)
- Pays d'origine : France
- Genre :
- Durée : ? minutes
- Date de diffusion : 4 avril 2003 sur Arte France

## Distribution
- Louise Szpindel : Sabine
- Dora Jemaa : Fatia
- Nina Meurisse : Dani
- Guillaume Gouix : Rudi
- Jean-François Stévenin : Gelewski
- Anne Coesens : La mère de Sabine
- Max Rüdlinger : Le père de Sabine
- Laurence Vielle : Le maître d'internat
- Maurice Piazenta : Entraîneur fédération

## Production
Ursula Meier a révélé que la relation avec Louise Szpindel lors du tournage c’était extrêmement tendu, même violent parfois, alors qu’ils s’entendait très bien hors tournage. "C’est vrai qu’elle mettait beaucoup de choses personnelles en jeu. Mais si elle a accepté d’interpréter ce rôle, ce n’était pas pour rien. D’autant que le corps est l’enjeu même du film. Quand elle a joué la scène où le personnage se déshabille et se voit nue dans son enti èreté, elle a craqué. On a vidé le plateau pour ne laisser que le caméraman, je l’ai dirigée avec le retour vidéo," a déclaré Meier.